# Список олімпійських медалістів з плавання
Це список усіх чоловіків, що здобули медалі у змаганнях з плавання на Олімпійських іграх.

## Чоловіки

### 50 метріввільним стилем
| Дисципліни          | Золото                   | Срібло                   | Бронза                        |
| ------------------- | ------------------------ | ------------------------ | ----------------------------- |
| Сеул 1988           | Метт Бйонді (USA)        | Том Джеґер (USA)         | Геннадій Пригода (URS)        |
| Барселона 1992      | Олександр Попов (EUN)    | Метт Бйонді (USA)        | Том Джеґер (USA)              |
| Атланта 1996        | Олександр Попов (RUS)    | Ґері Голл-молодший (USA) | Фернандо Шерер (BRA)          |
| Сідней 2000         | Ентоні Ервін (USA)       | не вручали               | Пітер ван ден Гогенбанд (NED) |
| Сідней 2000         | Ґері Голл-молодший (USA) | не вручали               | Пітер ван ден Гогенбанд (NED) |
| Афіни 2004          | Ґері Голл-молодший (USA) | Дуже Драганья (CRO)      | Роланд Шуман (RSA)            |
| Пекін 2008          | Сезар Сьєло Фільйо (BRA) | Аморі Лево (FRA)         | Ален Бернар (FRA)             |
| 2012 Лондон         | Флоран Маноду (FRA)      | Каллен Джонс (USA)       | Сезар Сьєло Фільйо (BRA)      |
| Ріо-де-Жанейро 2016 | Ентоні Ервін (USA)       | Флоран Маноду (FRA)      | Натан Едрієн (USA)            |
| Токіо 2020          | Кайлеб Дрессел (USA)     | Флоран Маноду (FRA)      | Бруно Фратус (BRA)            |

### 100 метрів вільним стилем
| Дисципліни          | Золото                                         | Срібло                                         | Бронза                                         |
| ------------------- | ---------------------------------------------- | ---------------------------------------------- | ---------------------------------------------- |
| Афіни 1896          | Альфред Гайош (HUN)                            | Otto Herschmann (AUT)                          | не вручали                                     |
| 1900–1904           | дисципліна не входила до олімпійської програми | дисципліна не входила до олімпійської програми | дисципліна не входила до олімпійської програми |
| Лондон 1908         | Чарлз Деніелс (USA)                            | Золтан Халмаі (HUN)                            | Гаральд Юлін (SWE)                             |
| Стокгольм 1912      | Дьюк Каганамоку (USA)                          | Сесіл Гілі (ANZ)                               | Кен Гашаг (USA)                                |
| Антверпен 1920      | Дьюк Каганамоку (USA)                          | Пуа Кілога (USA)                               | Білл Гарріс (USA)                              |
| Париж 1924          | Джонні Вайссмюллер (USA)                       | Дьюк Каганамоку (USA)                          | Семюел Каганамоку (USA)                        |
| Амстердам 1928      | Джонні Вайссмюллер (USA)                       | Іштван Барань (HUN)                            | Кацуо Такаїсі (JPN)                            |
| Лос-Анджелес 1932   | Ясудзі Міядзакі (JPN)                          | Тацуґо Каваїсі (JPN)                           | Алберт Шварц (USA)                             |
| 1936 Berlin         | Ференц Чік (HUN)                               | Масанорі Юса (JPN)                             | Сіґео Араї (JPN)                               |
| Лондон 1948         | Воллі Ріс (USA)                                | Алан Форд (USA)                                | Геза Кадаш (HUN)                               |
| Гельсінкі 1952      | Кларк Скоулз (USA)                             | Хіросі Судзукі (JPN)                           | Єран Ларссон (SWE)                             |
| Мельбурн 1956       | Джон Генрікс (AUS)                             | Джон Девітт (AUS)                              | Ґері Чепмен (AUS)                              |
| Рим 1960            | Джон Девітт (AUS)                              | Ленс Ларсон (USA)                              | Мануел дос Сантос (BRA)                        |
| Токіо 1964          | Дон Сколландер (USA)                           | Роберт Макґреґор (GBR)                         | Ганс-Йоахім Кляйн (EUA)                        |
| Мехіко 1968         | Майкл Венден (AUS)                             | Кен Волш (USA)                                 | Марк Шпіц (USA)                                |
| Мюнхен 1972         | Марк Шпіц (USA)                                | Джеррі Гайденрайх (USA)                        | Володимир Буре (URS)                           |
| Монреаль 1976       | Джим Монтґомері (USA)                          | Джек Бабашофф (USA)                            | Петер Ноке (FRG)                               |
| Москва 1980         | Єрґ Войте (GDR)                                | Пер Гольмерц (SWE)                             | Пер Юганссон (SWE)                             |
| Лос-Анджелес 1984   | Роуді Ґейнс (USA)                              | Марк Стоквелл (AUS)                            | Пер Юганссон (SWE)                             |
| Сеул 1988           | Метт Бйонді (USA)                              | Кріс Джейкобс (USA)                            | Стефан Карон (FRA)                             |
| Барселона 1992      | Олександр Попов (EUN)                          | Густаво Боржес (BRA)                           | Стефан Карон (FRA)                             |
| Атланта 1996        | Олександр Попов (RUS)                          | Ґері Голл-молодший (USA)                       | Густаво Боржес (BRA)                           |
| Сідней 2000         | Пітер ван ден Гогенбанд (NED)                  | Олександр Попов (RUS)                          | Ґері Голл-молодший (USA)                       |
| Афіни 2004          | Пітер ван ден Гогенбанд (NED)                  | Роланд Шуман (RSA)                             | Ян Торп (AUS)                                  |
| Пекін 2008          | Ален Бернар (FRA)                              | Імон Саллівен (AUS)                            | Сезар Сьєло Фільйо (BRA)                       |
| Пекін 2008          | Ален Бернар (FRA)                              | Імон Саллівен (AUS)                            | Джейсон Лезак (USA)                            |
| 2012 Лондон         | Натан Едрієн (USA)                             | Джеймс Магнуссен (AUS)                         | Брент Гейден (CAN)                             |
| Ріо-де-Жанейро 2016 | Кайл Чалмерс (AUS)                             | Пітер Тіммерс (BEL)                            | Натан Едрієн (USA)                             |
| Токіо 2020          | Кайлеб Дрессел (USA)                           | Кайл Чалмерс (AUS)                             | Климент Колесников (ROC)                       |

### 200 метрів вільним стилем
| Дисципліни          | Золото                                         | Срібло                                         | Бронза                                         |
| ------------------- | ---------------------------------------------- | ---------------------------------------------- | ---------------------------------------------- |
| Париж 1900          | Фредерік Лейн (AUS)                            | Золтан Халмаі (HUN)                            | Karl Ruberl (AUT)                              |
| 1904–1964           | дисципліна не входила до олімпійської програми | дисципліна не входила до олімпійської програми | дисципліна не входила до олімпійської програми |
| Мехіко 1968         | Майкл Венден (AUS)                             | Дон Сколландер (USA)                           | Джон Нелсон (USA)                              |
| Мюнхен 1972         | Марк Шпіц (USA)                                | Стів Джентер (USA)                             | Вернер Лампе (FRG)                             |
| Монреаль 1976       | Брюс Фернісс (USA)                             | Джон Нейбер (USA)                              | Джим Монтґомері (USA)                          |
| Москва 1980         | Сергій Копляков (URS)                          | Андрій Крилов (URS)                            | Ґрем Брюер (AUS)                               |
| Лос-Анджелес 1984   | Міхаель Ґрос (FRG)                             | Майк Гіт (USA)                                 | Томас Фарнер (FRG)                             |
| Сеул 1988           | Данкан Армстронґ (AUS)                         | Андерс Гольмертц (SWE)                         | Метт Бйонді (USA)                              |
| Барселона 1992      | Євген Садовий (EUN)                            | Андерс Гольмертц (SWE)                         | Антті Касвіо (FIN)                             |
| Атланта 1996        | Деньйон Лоудер (NZL)                           | Густаво Боржес (BRA)                           | Денієл Ковалскі (AUS)                          |
| Сідней 2000         | Пітер ван ден Гогенбанд (NED)                  | Ян Торп (AUS)                                  | Массіміліано Росоліно (ITA)                    |
| Афіни 2004          | Ян Торп (AUS)                                  | Пітер ван ден Гогенбанд (NED)                  | Майкл Фелпс (USA)                              |
| Пекін 2008          | Майкл Фелпс (USA)                              | Пак Тхе Хван (KOR)                             | Пітер Вандеркаай (USA)                         |
| 2012 Лондон         | Яннік Аньєль (FRA)                             | Пак Тхе Хван (KOR)                             | не вручали                                     |
| 2012 Лондон         | Яннік Аньєль (FRA)                             | Сунь Ян (CHN)                                  | не вручали                                     |
| Ріо-де-Жанейро 2016 | Сунь Ян (CHN)                                  | Чад ле Клос (RSA)                              | Конор Дваєр (USA)                              |
| Токіо 2020          | Том Дін (GBR)                                  | Данкан Скотт (GBR)                             | Фернандо Шеффер (BRA)                          |

### 400 метрів вільним стилем
| Дисципліни          | Золото                    | Срібло                       | Бронза                   |
| ------------------- | ------------------------- | ---------------------------- | ------------------------ |
| Лондон 1908         | Генрі Тейлор (GBR)        | Френк Борепер (ANZ)          | Отто Шефф (AUT)          |
| Стокгольм 1912      | Джордж Годжсон (CAN)      | Джон Гетфілд (плавець) (GBR) | Гаролд Гардвік (ANZ)     |
| Антверпен 1920      | Норман Росс (USA)         | Луді Ленґер (USA)            | Жорж Верно (CAN)         |
| Париж 1924          | Джонні Вайссмюллер (USA)  | Арне Борґ (SWE)              | Ендрю Чарлтон (AUS)      |
| Амстердам 1928      | Альберто Соррілья (ARG)   | Ендрю Чарлтон (AUS)          | Арне Борґ (SWE)          |
| Лос-Анджелес 1932   | Бастер Краббе (USA)       | Жан Тарі (FRA)               | Цутому Ойокота (JPN)     |
| 1936 Berlin         | Джек Медіка (USA)         | Сюнпей Уто (JPN)             | Сьодзо Макіно (JPN)      |
| Лондон 1948         | Білл Сміт (USA)           | Джиммі Маклейн (USA)         | Джон Маршалл (AUS)       |
| Гельсінкі 1952      | Жан Буато (FRA)           | Форд Конно (USA)             | Пер-Улоф Естранд (SWE)   |
| Мельбурн 1956       | Мюррей Роуз (AUS)         | Цуйосі Яманака (JPN)         | Джордж Брін (USA)        |
| Рим 1960            | Мюррей Роуз (AUS)         | Цуйосі Яманака (JPN)         | Джон Конрадс (AUS)       |
| Токіо 1964          | Дон Сколландер (USA)      | Франк Віґанд (EUA)           | Аллан Вуд (AUS)          |
| Мехіко 1968         | Майк Бертон (USA)         | Ралф Гаттон (CAN)            | Ален Москоні (FRA)       |
| Мюнхен 1972         | Бред Купер (AUS)          | Стів Джентер (USA)           | Том Макбрін (USA)        |
| Монреаль 1976       | Браян Ґуделл (USA)        | Тім Шоу (USA)                | Володимир Раскатов (URS) |
| Москва 1980         | Володимир Сальников (URS) | Андрій Крилов (URS)          | Івар Стуколкін (URS)     |
| Лос-Анджелес 1984   | Джордж Дікарло (USA)      | Джон Мікканен (USA)          | Джастін Лемберґ (AUS)    |
| Сеул 1988           | Уве Даслер (GDR)          | Данкан Армстронґ (AUS)       | Артур Войдат (POL)       |
| Барселона 1992      | Євген Садовий (EUN)       | Кірен Перкінс (AUS)          | Андерс Гольмертц (SWE)   |
| Атланта 1996        | Деньйон Лоудер (NZL)      | Пол Палмер (GBR)             | Денієл Ковалскі (AUS)    |
| Сідней 2000         | Ян Торп (AUS)             | Массіміліано Росоліно (ITA)  | Кліт Келлер (USA)        |
| Афіни 2004          | Ян Торп (AUS)             | Ґрант Гаккетт (AUS)          | Кліт Келлер (USA)        |
| Пекін 2008          | Пак Тхе Хван (KOR)        | Чжан Лінь (CHN)              | Ларсен Дженсен (USA)     |
| 2012 Лондон         | Сунь Ян (CHN)             | Пак Тхе Хван (KOR)           | Пітер Вандеркаай (USA)   |
| Ріо-де-Жанейро 2016 | Мак Гортон (AUS)          | Сунь Ян (CHN)                | Габріеле Детті (ITA)     |
| Токіо 2020          | Ахмед Аюб Хафнауї (TUN)   | Джек Маклафлін (AUS)         | Кіаран Сміт (USA)        |

### 800 метрів вільним стилем
| Дисципліни | Золото            | Срібло                      | Бронза                 |
| ---------- | ----------------- | --------------------------- | ---------------------- |
| Токіо 2020 | Роберт Фінк (USA) | Грегоріо Пальтріньєрі (ITA) | Михайло Романчук (UKR) |

### 1500 метрів вільним стилем
| Дисципліни          | Золото                      | Срібло                        | Бронза                 |
| ------------------- | --------------------------- | ----------------------------- | ---------------------- |
| Лондон 1908         | Генрі Тейлор (GBR)          | Томас Баттерсбі (GBR)         | Френк Борепер (ANZ)    |
| Стокгольм 1912      | Джордж Годжсон (CAN)        | Джон Гетфілд (плавець) (GBR)  | Гаролд Гардвік (ANZ)   |
| Антверпен 1920      | Норман Росс (USA)           | Жорж Верно (CAN)              | Френк Борепер (AUS)    |
| Париж 1924          | Ендрю Чарлтон (AUS)         | Арне Борґ (SWE)               | Френк Борепер (AUS)    |
| Амстердам 1928      | Арне Борґ (SWE)             | Ендрю Чарлтон (AUS)           | Бастер Краббе (USA)    |
| Лос-Анджелес 1932   | Кусуо Кітамура (JPN)        | Сьодзо Макіно (JPN)           | Джим Крісті (USA)      |
| 1936 Berlin         | Нобору Терада (JPN)         | Джек Медіка (USA)             | Сюнпей Уто (JPN)       |
| Лондон 1948         | Джиммі Маклейн (USA)        | Джон Маршалл (AUS)            | Дьордь Мітро (HUN)     |
| Гельсінкі 1952      | Форд Конно (USA)            | Сіро Хасідзуме (JPN)          | Тецуо Окамото (BRA)    |
| Мельбурн 1956       | Мюррей Роуз (AUS)           | Цуйосі Яманака (JPN)          | Джордж Брін (USA)      |
| Рим 1960            | Джон Конрадс (AUS)          | Мюррей Роуз (AUS)             | Джордж Брін (USA)      |
| Токіо 1964          | Боб Віндл (AUS)             | Джон Нелсон (USA)             | Аллан Вуд (AUS)        |
| Мехіко 1968         | Майк Бертон (USA)           | Джон Кінселла (USA)           | Ґреґ Браф (AUS)        |
| Мюнхен 1972         | Майк Бертон (USA)           | Ґрем Віндітт (AUS)            | Doug Northway (USA)    |
| Монреаль 1976       | Браян Ґуделл (USA)          | Боббі Гаккетт (USA)           | Стівен Голланд (AUS)   |
| Москва 1980         | Володимир Сальников (URS)   | Чаєв Олександр Юрійович (URS) | Макс Метцкер (AUS)     |
| Лос-Анджелес 1984   | Майк О'Браєн (USA)          | Джордж Дікарло (USA)          | Штефан Пфайффер (FRG)  |
| Сеул 1988           | Володимир Сальников (URS)   | Штефан Пфайффер (FRG)         | Уве Даслер (GDR)       |
| Барселона 1992      | Кірен Перкінс (AUS)         | Ґлен Гаусман (AUS)            | Єрґ Гоффманн (GER)     |
| Атланта 1996        | Кірен Перкінс (AUS)         | Денієл Ковалскі (AUS)         | Грем Сміт (GBR)        |
| Сідней 2000         | Ґрант Гаккетт (AUS)         | Кірен Перкінс (AUS)           | Кріс Томпсон (USA)     |
| Афіни 2004          | Ґрант Гаккетт (AUS)         | Ларсен Дженсен (USA)          | Девід Девіс (GBR)      |
| Пекін 2008          | Уссама Меллулі (TUN)        | Ґрант Гаккетт (AUS)           | Раян Кокрейн (CAN)     |
| 2012 Лондон         | Сунь Ян (CHN)               | Раян Кокрейн (CAN)            | Уссама Меллулі (TUN)   |
| Ріо-де-Жанейро 2016 | Грегоріо Пальтріньєрі (ITA) | Коннор Джегер (USA)           | Габріеле Детті (ITA)   |
| Токіо 2020          | Роберт Фінк (USA)           | Михайло Романчук (UKR)        | Флоріан Веллброк (GER) |

### 100 метрівна спині
| Дисципліни          | Золото                                         | Срібло                                         | Бронза                                         |
| ------------------- | ---------------------------------------------- | ---------------------------------------------- | ---------------------------------------------- |
| Лондон 1908         | Арно Біберштайн (GER)                          | Людвіґ Дам (DEN)                               | Герберт Гереснейп (GBR)                        |
| Стокгольм 1912      | Гаррі Гебнер (USA)                             | Отто Фар (GER)                                 | Пауль Келльнер (GER)                           |
| Антверпен 1920      | Воррен Кілога (USA)                            | Рей Кеґеріс (USA)                              | Ґерард Бліц (BEL)                              |
| Париж 1924          | Воррен Кілога (USA)                            | Пол Ваєтт (USA)                                | Карой Барта (HUN)                              |
| Амстердам 1928      | Джордж Кояк (USA)                              | Волтер Лауфер (USA)                            | Пол Ваєтт (USA)                                |
| Лос-Анджелес 1932   | Масадзі Кійокава (JPN)                         | Тосіо Іріе (JPN)                               | Кентаро Кавацу (JPN)                           |
| 1936 Berlin         | Адольф Кіфер (USA)                             | Ел Ванде Веге (USA)                            | Масадзі Кійокава (JPN)                         |
| Лондон 1948         | Аллен Стек (USA)                               | Боб Кавелл (USA)                               | Georges Vallerey Jr. (FRA)                     |
| Гельсінкі 1952      | Йоши Оякава (USA)                              | Жильбер Бозон (FRA)                            | Джек Тейлор (USA)                              |
| Мельбурн 1956       | Девід Тейл (AUS)                               | Джон Монктон (AUS)                             | Френк Маккінні (USA)                           |
| Рим 1960            | Девід Тейл (AUS)                               | Френк Маккінні (USA)                           | Боб Беннетт (USA)                              |
| 1964 Tokyo          | дисципліна не входила до олімпійської програми | дисципліна не входила до олімпійської програми | дисципліна не входила до олімпійської програми |
| Мехіко 1968         | Роланд Маттес (GDR)                            | Чарлі Гіккокс (USA)                            | Ронні Міллс (USA)                              |
| Мюнхен 1972         | Роланд Маттес (GDR)                            | Майк Стамм (USA)                               | Джон Мерфі (USA)                               |
| Монреаль 1976       | Джон Нейбер (USA)                              | Пітер Рокка (USA)                              | Роланд Маттес (GDR)                            |
| Москва 1980         | Бенґт Барон (SWE)                              | Віктор Кузнецов (URS)                          | Володимир Долгов (URS)                         |
| Лос-Анджелес 1984   | Рік Кері (USA)                                 | Дейв Вілсон (USA)                              | Майк Вест (CAN)                                |
| Сеул 1988           | Судзукі Дайті (JPN)                            | Девід Беркофф (USA)                            | Ігор Полянський (URS)                          |
| Барселона 1992      | Марк Тьюксбері (CAN)                           | Джефф Раус (USA)                               | Девід Беркофф (USA)                            |
| Атланта 1996        | Джефф Раус (USA)                               | Родольфо Фалькон (CUB)                         | Нейссер Бент (CUB)                             |
| Сідней 2000         | Крайзельбург Ленні (USA)                       | Метт Велш (AUS)                                | Штев Телоке (GER)                              |
| Афіни 2004          | Аарон Пірсол (USA)                             | Маркус Роган (AUT)                             | Томомі Моріта (JPN)                            |
| Пекін 2008          | Аарон Пірсол (USA)                             | Метт Греверс (USA)                             | Аркадій В'ятчанін (RUS)                        |
| Пекін 2008          | Аарон Пірсол (USA)                             | Метт Греверс (USA)                             | Гейден Стоккел (AUS)                           |
| 2012 Лондон         | Метт Греверс (USA)                             | Нік Томан (USA)                                | Рьосуке Іріє (JPN)                             |
| Ріо-де-Жанейро 2016 | Раян Мерфі (USA)                               | Сюй Цзяюй (CHN)                                | Девід Пламмер (USA)                            |
| Токіо 2020          | Євген Рилов (ROC)                              | Климент Колесников (ROC)                       | Раян Мерфі (USA)                               |

### 200 метрів на спині
| Дисципліни          | Золото                                         | Срібло                                         | Бронза                                         |
| ------------------- | ---------------------------------------------- | ---------------------------------------------- | ---------------------------------------------- |
| Париж 1900          | Ernst Hoppenberg (GER)                         | Karl Ruberl (AUT)                              | Johannes Drost (NED)                           |
| 1904–1960           | дисципліна не входила до олімпійської програми | дисципліна не входила до олімпійської програми | дисципліна не входила до олімпійської програми |
| Токіо 1964          | Джед Ґріф (USA)                                | Ґері Діллі (USA)                               | Боб Беннетт (USA)                              |
| Мехіко 1968         | Роланд Маттес (GDR)                            | Мітч Айві (USA)                                | Джек Горслі (USA)                              |
| Мюнхен 1972         | Роланд Маттес (GDR)                            | Майк Стамм (USA)                               | Мітч Айві (USA)                                |
| Монреаль 1976       | Джон Нейбер (USA)                              | Пітер Рокка (USA)                              | Ден Гарріґен (USA)                             |
| Москва 1980         | Шандор Владар (HUN)                            | Золтан Веррасто (HUN)                          | Марк Керрі (AUS)                               |
| Лос-Анджелес 1984   | Рік Кері (USA)                                 | Фредерік Делькур (FRA)                         | Кемерон Геннінґ (CAN)                          |
| Сеул 1988           | Ігор Полянський (URS)                          | Франк Бальтруш (GDR)                           | Пол Кінґсмен (NZL)                             |
| Барселона 1992      | Мартін Лопес-Суберо (ESP)                      | Володимир Сельков (EUN)                        | Стефано Баттістеллі (ITA)                      |
| Атланта 1996        | Бред Бріджвотер (USA)                          | Тріпп Швенк (USA)                              | Емануеле Мерізі (ITA)                          |
| Сідней 2000         | Крайзельбург Ленні (USA)                       | Аарон Пірсол (USA)                             | Метт Велш (AUS)                                |
| Афіни 2004          | Аарон Пірсол (USA)                             | Маркус Роган (AUT)                             | Разван Іонут Флореа (ROU)                      |
| Пекін 2008          | Раян Лохте (USA)                               | Аарон Пірсол (USA)                             | Аркадій В'ятчанін (RUS)                        |
| 2012 Лондон         | Тайлер Клері (USA)                             | Рьосуке Іріє (JPN)                             | Раян Лохте (USA)                               |
| Ріо-де-Жанейро 2016 | Раян Мерфі (USA)                               | Мітч Ларкін (AUS)                              | Євген Рилов (RUS)                              |
| Токіо 2020          | Євген Рилов (ROC)                              | Раян Мерфі (USA)                               | Люк Грінбенк (GBR)                             |

### 100 метрівбрасом
| Дисципліни          | Золото                     | Срібло                     | Бронза                  |
| ------------------- | -------------------------- | -------------------------- | ----------------------- |
| Мехіко 1968         | Дон Маккензі (USA)         | Володимир Косинський (URS) | Микола Панкін (URS)     |
| Мюнхен 1972         | Нобутака Таґуті (JPN)      | Том Брюс (USA)             | Джон Генкен (USA)       |
| Монреаль 1976       | Джон Генкен (USA)          | Девід Вілкі (GBR)          | Арвідас Юозайтіс (URS)  |
| Москва 1980         | Данкан Ґудх'ю (GBR)        | Арсенс Міскаровс (URS)     | Пітер Еванс (AUS)       |
| Лос-Анджелес 1984   | Стів Лундквіст (USA)       | Віктор Девіс (CAN)         | Пітер Еванс (AUS)       |
| Сеул 1988           | Адріан Мургаус (GBR)       | Карой Гюттлер (HUN)        | Дмитро Волков (URS)     |
| Барселона 1992      | Нелсон Дібел (USA)         | Норберт Рожа (HUN)         | Філ Роджерс (AUS)       |
| Атланта 1996        | Фредерік Дебергґреве (BEL) | Джеремі Лінн (USA)         | Марк Варнеке (GER)      |
| Сідней 2000         | Доменіко Фіораванті (ITA)  | Ед Мозес (USA)             | Роман Слуднов (RUS)     |
| Афіни 2004          | Косуке Кітаджіма (JPN)     | Брендан Гансен (USA)       | Юг Дюбоск (FRA)         |
| Пекін 2008          | Косуке Кітаджіма (JPN)     | Александер Дале Оен (NOR)  | Юг Дюбоск (FRA)         |
| 2012 Лондон         | Камерон ван дер Бург (RSA) | Крістіан Спренджер (AUS)   | Брендан Гансен (USA)    |
| Ріо-де-Жанейро 2016 | Адам Піті (GBR)            | Камерон ван дер Бург (RSA) | Коді Міллер (USA)       |
| Токіо 2020          | Адам Піті (GBR)            | Арно Каммінга (NED)        | Ніколо Мартіненьї (ITA) |

### 200 метрів брасом
| Дисципліни          | Золото                    | Срібло                     | Бронза                   |
| ------------------- | ------------------------- | -------------------------- | ------------------------ |
| Лондон 1908         | Фредерік Голмен (GBR)     | Вільям Робінсон (GBR)      | Понтус Гансон (SWE)      |
| Стокгольм 1912      | Вальтер Бате (GER)        | Вільгельм Люцов (GER)      | Пауль Маліш (GER)        |
| Антверпен 1920      | Гокан Мальмрот (SWE)      | Тор Геннінґ (SWE)          | Арво Аалтонен (FIN)      |
| Париж 1924          | Роберт Скелтон (USA)      | Жозеф Де Комб (BEL)        | Білл Кіршбаум (USA)      |
| Амстердам 1928      | Йосіюкі Цурута (JPN)      | Еріх Радемахер (GER)       | Теофіло Ільдефонсо (PHI) |
| Лос-Анджелес 1932   | Йосіюкі Цурута (JPN)      | Рейдзо Коїке (JPN)         | Теофіло Ільдефонсо (PHI) |
| 1936 Berlin         | Тецуо Хамуро (JPN)        | Ервін Зітас (GER)          | Рейдзо Коїке (JPN)       |
| Лондон 1948         | Джо Вердер (USA)          | Кіт Картер (USA)           | Боб Сол (USA)            |
| Гельсінкі 1952      | Джон Девіс (AUS)          | Бовен Стассфорт (USA)      | Герберт Кляйн (GER)      |
| Мельбурн 1956       | Масару Фурукава (JPN)     | Масахіро Йосімура (JPN)    | Харіс Юнічев (URS)       |
| Рим 1960            | Білл Маллікен (USA)       | Йосіхіко Осакі (JPN)       | Віґер Менсонідес (NED)   |
| Токіо 1964          | Іан О'Браєн (AUS)         | Георгій Прокопенко (URS)   | Чет Джастремскі (USA)    |
| Мехіко 1968         | Феліпе Муньйос (MEX)      | Володимир Косинський (URS) | Браян Джоб (USA)         |
| Мюнхен 1972         | Джон Генкен (USA)         | Девід Вілкі (GBR)          | Нобутака Таґуті (JPN)    |
| Монреаль 1976       | Девід Вілкі (GBR)         | Джон Генкен (USA)          | Рік Колелла (USA)        |
| Москва 1980         | Робертас Жулпа (URS)      | Альбан Вермеш (HUN)        | Арсенс Міскаровс (URS)   |
| Лос-Анджелес 1984   | Віктор Девіс (CAN)        | Ґленн Берінґен (AUS)       | Етьєнн Даґон (SUI)       |
| Сеул 1988           | Йожеф Сабо (HUN)          | Нік Джиллінгем (GBR)       | Серхіо Лопес (ESP)       |
| Барселона 1992      | Майк Берровмен (USA)      | Норберт Рожа (HUN)         | Нік Джиллінгем (GBR)     |
| Атланта 1996        | Норберт Рожа (HUN)        | Карой Гюттлер (HUN)        | Андрій Корнєєв (RUS)     |
| Сідней 2000         | Доменіко Фіораванті (ITA) | Теренс Паркін (RSA)        | Давіде Руммоло (ITA)     |
| Афіни 2004          | Косуке Кітаджіма (JPN)    | Даніел Дьюрта (HUN)        | Брендан Гансен (USA)     |
| Пекін 2008          | Косуке Кітаджіма (JPN)    | Брентон Рікард (AUS)       | Юг Дюбоск (FRA)          |
| 2012 Лондон         | Даніел Дьюрта (HUN)       | Майкл Джеймісон (GBR)      | Татеїсі Рьо (JPN)        |
| Ріо-де-Жанейро 2016 | Дмитро Баландін (KAZ)     | Джош Прено (USA)           | Антон Чупков (RUS)       |
| Токіо 2020          | Зак Стабблеті-Кук (AUS)   | Арно Каммінга (NED)        | Матті Маттссон (FIN)     |

### 100 метрівбатерфляєм
| Дисципліни          | Золото                | Срібло                 | Бронза                   |
| ------------------- | --------------------- | ---------------------- | ------------------------ |
| Мехіко 1968         | Даґ Расселл (USA)     | Марк Шпіц (USA)        | Росс Вейлз (USA)         |
| Мюнхен 1972         | Марк Шпіц (USA)       | Брюс Робертсон (CAN)   | Джеррі Гайденрайх (USA)  |
| Монреаль 1976       | Метт Воґел (USA)      | Джо Баттом (USA)       | Ґері Голл-старший (USA)  |
| Москва 1980         | Пер Арвідссон (SWE)   | Роґер Піттель (GDR)    | Давид Лопес-Суберо (ESP) |
| Лос-Анджелес 1984   | Міхаель Ґрос (FRG)    | Пабло Моралес (USA)    | Ґленн Б'юкенен (AUS)     |
| Сеул 1988           | Ентоні Несті (SUR)    | Метт Бйонді (USA)      | Енді Джеймсон (GBR)      |
| Барселона 1992      | Пабло Моралес (USA)   | Рафал Шукала (POL)     | Ентоні Несті (SUR)       |
| Атланта 1996        | Денис Панкратов (RUS) | Скотт Міллер (AUS)     | Владислав Куликов (RUS)  |
| Сідней 2000         | Ларс Фреландер (SWE)  | Майкл Клім (AUS)       | Джефф Г'юджилл (AUS)     |
| Афіни 2004          | Майкл Фелпс (USA)     | Іян Крокер (USA)       | Андрій Сердінов (UKR)    |
| Пекін 2008          | Майкл Фелпс (USA)     | Милорад Чавич (SRB)    | Ендрю Лотерстейн (AUS)   |
| 2012 Лондон         | Майкл Фелпс (USA)     | Чад ле Клос (RSA)      | не вручали               |
| 2012 Лондон         | Майкл Фелпс (USA)     | Євген Коротишкін (RUS) | не вручали               |
| Ріо-де-Жанейро 2016 | Джозеф Скулінг (SIN)  | Ласло Чех (HUN)        | не вручали               |
| Ріо-де-Жанейро 2016 | Джозеф Скулінг (SIN)  | Чад ле Клос (RSA)      | не вручали               |
| Ріо-де-Жанейро 2016 | Джозеф Скулінг (SIN)  | Майкл Фелпс (USA)      | не вручали               |
| Токіо 2020          | Кайлеб Дрессел (USA)  | Кріштоф Мілак (HUN)    | Ное Понті (SUI)          |

### 200 метрів батерфляєм
| Дисципліни          | Золото                          | Срібло                  | Бронза                  |
| ------------------- | ------------------------------- | ----------------------- | ----------------------- |
| Мельбурн 1956       | Вільям Йорзик (USA)             | Такасі Ісімото (JPN)    | Дьордь Тумпек (HUN)     |
| Рим 1960            | Майк Трой (USA)                 | Невілл Гейз (AUS)       | Дейв Ґілландерс (USA)   |
| Токіо 1964          | Кевін Беррі (AUS)               | Карл Робі (USA)         | Фред Шмідт (USA)        |
| Мехіко 1968         | Карл Робі (USA)                 | Мартін Вудрофф (GBR)    | Джон Ферріс (USA)       |
| Мюнхен 1972         | Марк Шпіц (USA)                 | Ґері Голл-старший (USA) | Робін Бекгаус (USA)     |
| Монреаль 1976       | Майк Брунер (USA)               | Стів Ґреґґ (USA)        | Білл Форрестер (USA)    |
| Москва 1980         | Фесенко Сергій Леонідович (URS) | Філіп Габбл (GBR)       | Роґер Піттель (GDR)     |
| Лос-Анджелес 1984   | Джон Сібен (AUS)                | Міхаель Ґрос (FRG)      | Рафаель Відаль (VEN)    |
| Сеул 1988           | Міхаель Ґрос (FRG)              | Бенні Нільсен (DEN)     | Ентоні Мосс (NZL)       |
| Барселона 1992      | Мелвін Стюарт (USA)             | Деньйон Лоудер (NZL)    | Франк Еспозіто (FRA)    |
| Атланта 1996        | Денис Панкратов (RUS)           | Том Малчов (USA)        | Скотт Ґудмен (AUS)      |
| Сідней 2000         | Том Малчов (USA)                | Денис Силантьєв (UKR)   | Дастін Норріс (AUS)     |
| Афіни 2004          | Майкл Фелпс (USA)               | Такасі Ямамото (JPN)    | Стів Перрі (GBR)        |
| Пекін 2008          | Майкл Фелпс (USA)               | Ласло Чех (HUN)         | Такесі Мацуда (JPN)     |
| 2012 Лондон         | Чад ле Клос (RSA)               | Майкл Фелпс (USA)       | Такесі Мацуда (JPN)     |
| Ріо-де-Жанейро 2016 | Майкл Фелпс (USA)               | Масато Сакаї (JPN)      | Тамаш Кендереші (HUN)   |
| Токіо 2020          | Кріштоф Мілак (HUN)             | Томору Хонда (JPN)      | Федеріко Бурдіссо (ITA) |

### 200 метрівкомплексом
| Дисципліни          | Золото                                         | Срібло                                         | Бронза                                         |
| ------------------- | ---------------------------------------------- | ---------------------------------------------- | ---------------------------------------------- |
| Мехіко 1968         | Чарлі Гіккокс (USA)                            | Ґреґ Бекінгем (USA)                            | Джон Ферріс (USA)                              |
| Мюнхен 1972         | Ґуннар Ларссон (SWE)                           | Тім Маккі (USA)                                | Стів Фернісс (USA)                             |
| 1976–1980           | дисципліна не входила до олімпійської програми | дисципліна не входила до олімпійської програми | дисципліна не входила до олімпійської програми |
| Лос-Анджелес 1984   | Алекс Бауманн (CAN)                            | Пабло Моралес (USA)                            | Ніл Кокрен (GBR)                               |
| Сеул 1988           | Тамаш Дарньї (HUN)                             | Патрік Кюль (GDR)                              | Вадим Ярощук (URS)                             |
| Барселона 1992      | Тамаш Дарньї (HUN)                             | Ґреґ Берджесс (USA)                            | Аттіла Цене (HUN)                              |
| Атланта 1996        | Аттіла Цене (HUN)                              | Яні Сієвінен (FIN)                             | Кертіс Майден (CAN)                            |
| Сідней 2000         | Массіміліано Росоліно (ITA)                    | Том Долан (USA)                                | Том Вілкенс (USA)                              |
| Афіни 2004          | Майкл Фелпс (USA)                              | Раян Лохте (USA)                               | Джордж Бовелл (TRI)                            |
| Пекін 2008          | Майкл Фелпс (USA)                              | Ласло Чех (HUN)                                | Раян Лохте (USA)                               |
| 2012 Лондон         | Майкл Фелпс (USA)                              | Раян Лохте (USA)                               | Ласло Чех (HUN)                                |
| Ріо-де-Жанейро 2016 | Майкл Фелпс (USA)                              | Хаґіно Косуке (JPN)                            | Ван Шунь (CHN)                                 |
| Токіо 2020          | Ван Шунь (CHN)                                 | Данкан Скотт (GBR)                             | Жеремі Депланш (SUI)                           |

### 400 метрів комплексом
| Дисципліни          | Золото                    | Срібло                  | Бронза                    |
| ------------------- | ------------------------- | ----------------------- | ------------------------- |
| Токіо 1964          | Дік Рот (USA)             | Рой Саарі (USA)         | Ґергард Гец (EUA)         |
| Мехіко 1968         | Чарлі Гіккокс (USA)       | Ґері Голл-старший (USA) | Міхаель Гольтгаус (FRG)   |
| Мюнхен 1972         | Ґуннар Ларссон (SWE)      | Тім Маккі (USA)         | Андраш Харгітай (HUN)     |
| Монреаль 1976       | Род Стрекен (USA)         | Тім Маккі (USA)         | Андрій Смірнов (URS)      |
| Москва 1980         | Олександр Сидоренко (URS) | Сергій Фесенко (URS)    | Золтан Веррасто (HUN)     |
| Лос-Анджелес 1984   | Алекс Бауманн (CAN)       | Рікардо Прадо (BRA)     | Роб Вудгаус (AUS)         |
| Сеул 1988           | Тамаш Дарньї (HUN)        | Девід Вортон (USA)      | Стефано Баттістеллі (ITA) |
| Барселона 1992      | Тамаш Дарньї (HUN)        | Ерік Намеснік (USA)     | Лука Саккі (ITA)          |
| Атланта 1996        | Том Долан (USA)           | Ерік Намеснік (USA)     | Кертіс Майден (CAN)       |
| Сідней 2000         | Том Долан (USA)           | Ерік Вендт (USA)        | Кертіс Майден (CAN)       |
| Афіни 2004          | Майкл Фелпс (USA)         | Ерік Вендт (USA)        | Ласло Чех (HUN)           |
| Пекін 2008          | Майкл Фелпс (USA)         | Ласло Чех (HUN)         | Раян Лохте (USA)          |
| 2012 Лондон         | Раян Лохте (USA)          | Тьяго Перейра (BRA)     | Хаґіно Косуке (JPN)       |
| Ріо-де-Жанейро 2016 | Хаґіно Косуке (JPN)       | Чейз Каліш (USA)        | Сето Дайя (JPN)           |
| Токіо 2020          | Чейз Каліш (USA)          | Джей Літерланд (USA)    | Брендон Сміт (AUS)        |

### Естафета 4×100 метрів вільним стилем
| Дисципліни          | Золото | Срібло | Бронза                                                                                                 |
| ------------------- | --- | --- | --- |
| Токіо 1964          | США (USA) Стів Кларк Майк Остін Ґері Ілман Дон Сколландер Lary Schulhof                                            | Об'єднана німецька команда (EUA) Горст Леффлер Франк Віґанд Уве Якобзен Ганс-Йоахім Кляйн                                | Австралія (AUS) Девід Діксон Пітер Доук Джон Раян Боб Віндл                                            |
| Мехіко 1968         | США (USA) Зак Зорн Стівен Реріх Марк Шпіц Кен Волш Дон Сколландер William Johnson David Johnson Michael Wall       | СРСР (URS) Семен Беліц-Гейман Віктор Мазанов Георгій Куликов Леонід Ільїчов                                              | Австралія (AUS) Ґреґ Роджерс Боб Віндл Роберт К'юзек Майкл Венден                                      |
| Мюнхен 1972         | США (USA) Девід Едґар Джон Мерфі Джеррі Гайденрайх Марк Шпіц Dave Fairbank Gary Conelly                            | СРСР (URS) Володимир Буре Віктор Мазанов Віктор Абоїмов Ігор Гривенников                                                 | НДР (GDR) Роланд Маттес Вільфрід Гартунґ Петер Брух Луц Унґер                                          |
| 1976–1980           | дисципліна не входила до олімпійської програми                                                                     | дисципліна не входила до олімпійської програми                                                                           | дисципліна не входила до олімпійської програми                                                         |
| Лос-Анджелес 1984   | США (USA) Кріс Кавано Майк Гіт Метт Бйонді Роуді Ґейнс Том Джеґер Робін Лімі                                       | Австралія (AUS) Ґреґ Фасала Ніл Брукс Майкл Ділейні Марк Стоквелл                                                        | Швеція (SWE) Томас Лейдстрем Бенґт Барон Мікаель Ерн Пер Юганссон                                      |
| Сеул 1988           | США (USA) Кріс Джейкобс Трой Делбі Том Джеґер Метт Бйонді Шон Джордан Даґ Джертсен Брент Ланґ                      | СРСР (URS) Геннадій Пригода Юрій Башкатов Микола Євсєєв Володимир Ткаченко                                               | НДР (GDR) Дірк Ріхтер Томас Флеммінґ Ларс Гіннебурґ Штеффен Цеснер                                     |
| Барселона 1992      | США (USA) Джо Г'юдепол Метт Бйонді Том Джеґер Джон Олсен Шон Джордан Джоел Томас                                   | Об'єднана команда (EUN) Павло Хникін Геннадій Пригода Юрій Башкатов Олександр Попов Володимир Пишненко Веніамін Таянович | Німеччина (GER) Хрістіан Треґер Дірк Ріхтер Штеффен Цеснер Марк Пінґер Андреас Сіґат Бенґт Цікарскі    |
| Атланта 1996        | США (USA) Джон Олсен Джош Девіс Бред Шумейкер Ґері Голл-молодший Девід Фокс Скотт Такер                            | Росія (RUS) Володимир Пишненко Олександр Попов Роман Єгоров Володимир Предкін Денис Піманков                             | Німеччина (GER) Марк Пінґер Б'єрн Цікарскі Хрістіан Треґер Бенґт Цікарскі Александер Людеріц           |
| Сідней 2000         | Австралія (AUS) Майкл Клім Кріс Фідлер Ешлі Келлус Ян Торп Тодд Пірсон Адам Пайн                                   | США (USA) Ентоні Ервін Ніл Вокер Джейсон Лезак Ґері Голл-молодший Скотт Такер Джош Девіс                                 | Бразилія (BRA) Фернандо Шерер Густаво Боржес Карлус Жаймі Едвалду Валеріу                              |
| Афіни 2004          | ПАР (RSA) Роланд Шуман Ліндон Фернс Даріан Таунсенд Рейк Нетлінг                                                   | Нідерланди (NED) Йоган Кенкгейс Мітья Застро Клас-Ерік Зверінґ Пітер ван ден Гогенбанд Марк Венс                         | США (USA) Іян Крокер Майкл Фелпс Ніл Вокер Джейсон Лезак Ґейб Вудворд Нейт Дусінґ Ґері Голл-молодший   |
| Пекін 2008          | США (USA) Майкл Фелпс Гаррет Вебер-Гейл Каллен Джонс Джейсон Лезак Натан Едрієн Бен Вайлдмен-Тобрінер Метт Греверс | Франція (FRA) Аморі Лево Фаб'ян Жіло Фредерік Буске Ален Бернар Грегорі Малле Боріс Стеймец                              | Австралія (AUS) Імон Саллівен Ендрю Лотерстейн Ешлі Келлус Метт Тарґетт Лейт Броді Патрік Мерфі        |
| 2012 Лондон         | Франція (FRA) Аморі Лево Фаб'ян Жіло Клеман Лефер Яннік Аньєль Ален Бернар Жеремі Страв'юс                         | США (USA) Натан Едрієн Майкл Фелпс Каллен Джонс Раян Лохте Джиммі Фейген Метт Греверс Ріккі Беренс Джейсон Лезак         | Росія (RUS) Андрій Гречин Микита Лобінцев Володимир Морозов Данило Ізотов Євген Лагунов Сергій Фесіков |
| Ріо-де-Жанейро 2016 | США (USA) Кайлеб Дрессел Майкл Фелпс Раян Гелд Натан Едрієн Джиммі Фейген Блейк П'єроні Ентоні Ервін               | Франція (FRA) Мехді Метелла Фаб'ян Жіло Флоран Маноду Жеремі Страв'юс Клеман Міньйон Вільям Мейнар                       | Австралія (AUS) Джеймс Робертс Кайл Чалмерс Джеймс Магнуссен Кемерон Макевой Метью Абуд                |
| Токіо 2020          | США (USA) Кайлеб Дрессел Блейк П'єроні Боув Беккер Зак Еппл Брукс Керрі                                            | Італія (ITA) Алессандро Мірессі Томас Чеккон Лоренцо Дзадзері Мануель Фріго Санто Кондореллі                             | Австралія (AUS) Метью Темпл Зак Інсерті Александер Грем Кайл Чалмерс Кемерон Макевой                   |

Нотатка: починаючи з 1992 року плавці, що змагаються тільки в попередніх запливах, теж одержують медалі.

### Естафета 4×200 метрів вільним стилем
| Дисципліни          | Золото | Срібло | Бронза |
| ------------------- | --- | --- | --- |
| Лондон 1908         | Велика Британія (GBR) Джон Дербішир Пол Радмілович Вільям Фостер Генрі Тейлор                                                       | Угорщина (HUN) Йожеф Мунк Імре Захар Бела Лаш-Торреш Золтан Халмаі                                                           | США (USA) Гаррі Гебнер Лео Ґудвін Чарлз Деніелс Леслі Річ                                                                   |
| Стокгольм 1912      | Австралазія (ANZ) Сесіл Гілі Малколм Чемпіон Леслі Бордмен Гаролд Гардвік                                                           | США (USA) Кен Гашаг Гаррі Гебнер Перрі Макґілліврей Дьюк Каганамоку                                                          | Велика Британія (GBR) Вільям Фостер Томас Баттерсбі Джек Гетфілд Генрі Тейлор                                               |
| Антверпен 1920      | США (USA) Перрі Макґілліврей Пуа Кілога Норман Росс Дьюк Каганамоку                                                                 | Австралія (AUS) Генрі Гей Вільям Гералд Іван Стедмен Френк Борепер                                                           | Велика Британія (GBR) Леслі Севідж Едвард Пітер Генрі Тейлор Геролд Еннісон                                                 |
| Париж 1924          | США (USA) Воллі О'Коннор Геррі Ґленсі Ралф Бреєр Джонні Вайссмюллер                                                                 | Австралія (AUS) Мосс Крісті Ернест Генрі Френк Борепер Ендрю Чарлтон                                                         | Швеція (SWE) Ґеорґ Вернер Орвар Тролле Оке Борґ Арне Борґ                                                                   |
| Амстердам 1928      | США (USA) Остін Клепп Волтер Лауфер Джордж Кояк Джонні Вайссмюллер                                                                  | Японія (JPN) Нобуо Араї Токухей Сада Кацуо Такаїсі Хіросі Йонеяма                                                            | Канада (CAN) Гарнет Олт Манроу Борн Джеймс Томпсон Волтер Спенс                                                             |
| Лос-Анджелес 1932   | Японія (JPN) Ясудзі Міядзакі Масанорі Юса Такасі Йокояма Хісакіті Тойода                                                            | США (USA) Френк Бут Джордж Фісслер Майола Калілі Мануелла Калілі                                                             | Угорщина (HUN) Андраш Ваніє Ласло Сабадош Андраш Секей Іштван Барань                                                        |
| 1936 Berlin         | Японія (JPN) Масанорі Юса Сіґео Суґіура Масахару Таґуті Сіґео Араї                                                                  | США (USA) Ралф Фленеґен Джон Масіоніс Пол Волф Джек Медіка                                                                   | Угорщина (HUN) Арпад Лендьєль Оскар Абай-Немеш Еден Гроф Ференц Чік                                                         |
| Лондон 1948         | США (USA) Воллі Ріс Джиммі Маклейн Воллі Волф Білл Сміт                                                                             | Угорщина (HUN) Елемер Сатмарі Дьордь Мітро Імре Ньєкі Геза Кадаш                                                             | Франція (FRA) Жозеф Бернардо Анрі Паду, мол. Рене Корню Александр Жані                                                      |
| Гельсінкі 1952      | США (USA) Вейн Мур Білл Вулсі Форд Конно Джиммі Маклейн                                                                             | Японія (JPN) Хіросі Судзукі Йосіхіро Хамаґуті Тору Ґото Тейдзіро Танікава                                                    | Франція (FRA) Жозеф Бернардо Альдо Емінент Александр Жані Жан Буато                                                         |
| Мельбурн 1956       | Австралія (AUS) Кевін О'Галлоран Джон Девітт Мюррей Роуз Джон Генрікс                                                               | США (USA) Дік Генлі Джордж Брін Білл Вулсі Форд Конно                                                                        | СРСР (URS) Віталій Сорокін Володимир Стружанов Геннадій Ніколаєв Борис Нікітін                                              |
| Рим 1960            | США (USA) Джордж Гаррісон Дік Блік Майк Трой Джефф Фаррелл                                                                          | Японія (JPN) Макото Фукуї Хіросі Ісії Цуйосі Яманака Тацуо Фудзімото                                                         | Австралія (AUS) Девід Діксон Джон Девітт Мюррей Роуз Джон Конрадс                                                           |
| Токіо 1964          | США (USA) Стів Кларк Рой Саарі Ґері Ілман Дон Сколландер                                                                            | Об'єднана німецька команда (EUA) Горст-Ґюнтер Ґреґор Ґергард Гец Франк Віґанд Ганс-Йоахім Кляйн                              | Японія (JPN) Макото Фукуї Куніхіро Івасакі Тосіо Сьодзі Юкіакі Окабе                                                        |
| Мехіко 1968         | США (USA) Джон Нелсон Стівен Реріх Марк Шпіц Дон Сколландер                                                                         | Австралія (AUS) Ґреґ Роджерс Ґрем Вайт Боб Віндл Майкл Венден                                                                | СРСР (URS) Володимир Буре Семен Беліц-Гейман Георгій Куликов Леонід Ільїчов                                                 |
| Мюнхен 1972         | США (USA) Джон Кінселла Фред Тайлер Стів Джентер Марк Шпіц                                                                          | ФРН (FRG) Клаус Штайнбах Вернер Лампе Ганс Фоселер Ганс Фаснахт                                                              | СРСР (URS) Ігор Гривенников Віктор Мазанов Георгій Куликов Володимир Буре                                                   |
| Монреаль 1976       | США (USA) Майк Брунер Брюс Фернісс Джон Нейбер Джим Монтґомері                                                                      | СРСР (URS) Володимир Раскатов Andrey Bogdanov Сергій Копляков Андрій Крилов                                                  | Велика Британія (GBR) Алан Макклетчі Девід Данн Гордон Дауні Браян Брінклі                                                  |
| Москва 1980         | СРСР (URS) Сергій Копляков Володимир Сальников Івар Стуколкін Андрій Крилов                                                         | НДР (GDR) Франк Пфютце Єрґ Войте Детлев Ґрабс Райнер Штробах                                                                 | Бразилія (BRA) Jorge Fernandes Маркус Маттіолі Сиро Дельґадо Джан Мадруґа                                                   |
| Лос-Анджелес 1984   | США (USA) Майк Гіт Девід Ларсон Джефф Флоут Bruce Hayes                                                                             | ФРН (FRG) Томас Фарнер Дірк Кортальс Александер Шовтка Міхаель Ґрос                                                          | Велика Британія (GBR) Ніл Кокрен Пол Істер Paul Howe Ендрю Естбері                                                          |
| Сеул 1988           | США (USA) Трой Делбі Метт Цетлінскі Даґ Джертсен Метт Бйонді                                                                        | НДР (GDR) Уве Даслер Свен Лодзієвскі Томас Флеммінґ Штеффен Цеснер                                                           | ФРН (FRG) Ерік Гохштайн Томас Фарнер Райнер Генкель Міхаель Ґрос                                                            |
| Барселона 1992      | Об'єднана команда (EUN) Dmitry Lepikov Володимир Пишненко Веніамін Таянович Євген Садовий Кудрявцев Олексій Валентинович Юрій Мухін | Швеція (SWE) Крістер Валлін Андерс Гольмертц Томмі Вернер Ларс Фреландер                                                     | США (USA) Джо Г'юдепол Мелвін Стюарт Джон Олсен Даґ Джертсен Скотт Джаффі Ден Йорґенсен                                     |
| Атланта 1996        | США (USA) Джош Девіс Джо Г'юдепол Бред Шумейкер Раян Берубе Джон Олсен                                                              | Швеція (SWE) Андерс Люрбрінг Андерс Гольмертц Крістер Валлін Ларс Фреландер                                                  | Німеччина (GER) Хрістіан Треґер Аймо Гайльманн Хрістіан Келлер Штеффен Цеснер Костянтин Дубровін Олівер Лампе               |
| Сідней 2000         | Австралія (AUS) Ян Торп Майкл Клім Тодд Пірсон Білл Кірбі Ґрант Гаккетт Денієл Ковалскі                                             | США (USA) Скотт Ґолдблатт Джош Девіс Джеймі Роч Кліт Келлер Нейт Дусінґ Чад Карвін                                           | Нідерланди (NED) Мартейн Зюйдвеґ Йоган Кенкгейс Марсел Вауда Пітер ван ден Гогенбанд Марк ван дер Зейден                    |
| Афіни 2004          | США (USA) Майкл Фелпс Раян Лохте Пітер Вандеркаай Кліт Келлер Ден Кетчум Скотт Ґолдблатт                                            | Австралія (AUS) Ґрант Гаккетт Майкл Клім Ніколас Спенджер Ян Торп Тодд Пірсон Ентоні Матковіч Крейґ Стівенс                  | Італія (ITA) Еміліано Брембілья Массіміліано Росоліно Сімоне Черкато Філіппо Маньїні Маттео Пеллічіарі Федеріко Каппеллаццо |
| Пекін 2008          | США (USA) Майкл Фелпс Раян Лохте Ріккі Беренс Пітер Вандеркаай Девід Волтерс Ерік Вендт Кліт Келлер                                 | Росія (RUS) Данило Ізотов Євген Лагунов Микита Лобінцев Олександр Сухоруков Михайло Поліщук                                  | Австралія (AUS) Патрік Мерфі Ґрант Гаккетт Ґрант Брітс Нік Ффрост Керк Палмер Лейт Броді                                    |
| 2012 Лондон         | США (USA) Раян Лохте Конор Дваєр Ріккі Беренс Майкл Фелпс Чарлі Гоучін Метт Маклін Девіс Тарвотер                                   | Франція (FRA) Аморі Лево Грегорі Малле Клеман Лефер Яннік Аньєль Жеремі Страв'юс                                             | Китай (CHN) Хао Юнь Лі Юньці Цзян Хайці Сунь Ян Лю Чжіву Дай Цзюнь                                                          |
| Ріо-де-Жанейро 2016 | США (USA) Конор Дваєр Тавнлі Гаас Раян Лохте Майкл Фелпс Кларк Сміт Джек Конгер Гуннар Бенц                                         | Велика Британія (GBR) Стівен Мілн Данкан Скотт Деніел Воллас Джеймс Ґай Роберт Ренвік                                        | Японія (JPN) Хаґіно Косуке Ехара Найто Коборі Юкі Такесі Мацуда                                                             |
| Токіо 2020          | Велика Британія (GBR) Том Дін Джеймс Ґай Метью Річардс Данкан Скотт Келум Джарвіс                                                   | Олімпійський комітет Росії (ROC) Мартин Малютін Іван Гірьов Євген Рилов Михайло Довгалюк Олександр Красних Михайло Вековищев | Австралія (AUS) Александер Грем Кайл Чалмерс Зак Інсерті Thomas Neill Мак Гортон Елайджа Віннінґтон                         |

Нотатка: починаючи з 1992 року плавці, що змагаються тільки в попередніх запливах, теж одержують медалі.

### Естафета 4×100 метрів комплексом
| Дисципліни          | Золото | Срібло | Бронза |
| ------------------- | --- | --- | --- |
| Рим 1960            | США (USA) Френк Маккінні Пол Гейт Ленс Ларсон Джефф Фаррелл                                                             | Австралія (AUS) Девід Тейл Террі Ґетеркоул Невілл Гейз Джефф Шиптон                                                                     | Японія (JPN) Кадзуо Томіта Коїті Хіракіда Йосіхіко Осакі Кейґо Сімудзу                                           |
| Токіо 1964          | США (USA) Томпсон Манн Білл Креґ Фред Шмідт Стів Кларк                                                                  | Об'єднана німецька команда (EUA) Ernst Küppers Еґон Геннінґер Горст-Ґюнтер Ґреґор Ганс-Йоахім Кляйн                                     | Австралія (AUS) Пітер Рейнолдс Іан О'Браєн Кевін Беррі Девід Діксон                                              |
| Мехіко 1968         | США (USA) Чарлі Гіккокс Дон Маккензі Даґ Расселл Кен Волш                                                               | НДР (GDR) Роланд Маттес Еґон Геннінґер Горст-Ґюнтер Ґреґор Франк Віґанд                                                                 | СРСР (URS) Юрій Громак Володимир Немшилов Володимир Косинський Леонід Ільїчов                                    |
| Мюнхен 1972         | США (USA) Майк Стамм Том Брюс Марк Шпіц Джеррі Гайденрайх                                                               | НДР (GDR) Роланд Маттес Клаус Кацур Гартмут Флекнер Луц Унґер                                                                           | Канада (CAN) Ерік Фіш Вільям Магоні Брюс Робертсон Роберт Кастінґ                                                |
| Монреаль 1976       | США (USA) Джон Нейбер Джон Генкен Метт Воґел Джим Монтґомері                                                            | Канада (CAN) Стівен Пікелл Ґрем Сміт Клей Еванс Ґері Макдоналд                                                                          | ФРН (FRG) Клаус Штайнбах Вальтер Куш Міхаель Краус Петер Ноке                                                    |
| Москва 1980         | Австралія (AUS) Марк Керрі Пітер Еванс Марк Тонеллі Ніл Брукс                                                           | СРСР (URS) Віктор Кузнецов Арсенс Міскаровс Євген Середін Сергій Копляков                                                               | Велика Британія (GBR) Ґері Абрагам Данкан Ґудх'ю Девід Лоу Мартін Сміт                                           |
| Лос-Анджелес 1984   | США (USA) Рік Кері Стів Лундквіст Пабло Моралес Роуді Ґейнс                                                             | Канада (CAN) Майк Вест Віктор Девіс Том Пойнтінґ Сенді Ґосс                                                                             | Австралія (AUS) Марк Керрі Пітер Еванс Ґленн Б'юкенен Марк Стоквелл                                              |
| Сеул 1988           | США (USA) Девід Беркофф Річард Шредер Метт Бйонді Кріс Джейкобс                                                         | Канада (CAN) Марк Тьюксбері Віктор Девіс Том Пойнтінґ Сенді Ґосс                                                                        | СРСР (URS) Ігор Полянський Дмитро Волков Вадим Ярощук Геннадій Пригода                                           |
| Барселона 1992      | США (USA) Джефф Раус Нелсон Дібел Пабло Моралес Джон Олсен Девід Беркофф Ганс Дерш Мелвін Стюарт Метт Бйонді            | Об'єднана команда (EUN) Володимир Сельков Vasily Ivanov Павло Хникін Олександр Попов Володимир Пишненко Владислав Куликов Дмитро Волков | Канада (CAN) Марк Тьюксбері Джонатан Клівленд Марсель Жері Стівен Кларк Том Пойнтінґ                             |
| Атланта 1996        | США (USA) Джефф Раус Джеремі Лінн Марк Гендерсон Ґері Голл-молодший Джош Девіс Курт Ґроут Джон Гарґіс Тріпп Швенк       | Росія (RUS) Володимир Сельков Станіслав Лопухов Денис Панкратов Олександр Попов Роман Івановський Владислав Куликов Роман Єгоров        | Австралія (AUS) Філ Роджерс Майкл Клім Скотт Міллер Стівен Дьюїк Тобі Генен                                      |
| Сідней 2000         | США (USA) Крайзельбург Ленні Ед Мозес Іян Крокер Ґері Голл-молодший Ніл Вокер Томмі Геннен Джейсон Лезак                | Австралія (AUS) Метт Велш Реґан Гаррісон Джефф Г'юджилл Майкл Клім Джош Вотсон Раян Мітчелл Адам Пайн Ян Торп                           | Німеччина (GER) Штев Телоке Єнс Круппа Томас Руппрат Торстен Спаннеберґ                                          |
| Афіни 2004          | США (USA) Аарон Пірсол Брендан Гансен Іян Крокер Джейсон Лезак Крайзельбург Ленні Марк Генглофф Майкл Фелпс Ніл Вокер   | Німеччина (GER) Штеффен Дрізен Єнс Круппа Томас Руппрат Ларс Конрад Хельге Меув                                                         | Японія (JPN) Томомі Моріта Косуке Кітаджіма Такасі Ямамото Йосіхіро Окумура                                      |
| Пекін 2008          | США (USA) Аарон Пірсол Брендан Гансен Майкл Фелпс Джейсон Лезак Метт Греверс Марк Генглофф Іян Крокер Гаррет Вебер-Гейл | Австралія (AUS) Гейден Стоккел Брентон Рікард Ендрю Лотерстейн Імон Саллівен Еш Ділені Крістіан Спренджер Адам Пайн Метт Тарґетт        | Японія (JPN) Дзюніті Міясіта Косуке Кітаджіма Такуро Фудзі Хісайосі Сато                                         |
| 2012 Лондон         | США (USA) Метт Греверс Брендан Гансен Майкл Фелпс Натан Едрієн Нік Томан Ерік Шанто Тайлер Макгілл Каллен Джонс         | Японія (JPN) Рьосуке Іріє Косуке Кітаджіма Такесі Мацуда Такуро Фудзі                                                                   | Австралія (AUS) Гейден Стоккел Крістіан Спренджер Метт Тарґетт Джеймс Магнуссен Брентон Рікард Томмасо Д'Орсонья |
| Ріо-де-Жанейро 2016 | США (USA) Раян Мерфі Коді Міллер Майкл Фелпс Натан Едрієн Девід Пламмер Кевін Кордес Том Шілдс Кайлеб Дрессел           | Велика Британія (GBR) Кріс Вокер-Гебборн Адам Піті Джеймс Ґай Данкан Скотт                                                              | Австралія (AUS) Мітч Ларкін Джейк Паккард Девід Морган Кайл Чалмерс Кемерон Макевой                              |
| Токіо 2020          | США (USA) Раян Мерфі Майкл Ендрю Кайлеб Дрессел Зак Еппл Гантер Армстронґ Блейк П'єроні Том Шілдс Ендрю Вілсон          | Велика Британія (GBR) Люк Грінбенк Адам Піті Джеймс Ґай Данкан Скотт Джеймс Вілбі                                                       | Італія (ITA) Томас Чеккон Ніколо Мартіненьї Федеріко Бурдіссо Алессандро Мірессі                                 |

Нотатка: починаючи з 1992 року плавці, що змагаються тільки в попередніх запливах, теж одержують медалі.

### Марафон, 10 км
| Дисципліни          | Золото                      | Срібло                  | Бронза                      |
| ------------------- | --------------------------- | ----------------------- | --------------------------- |
| Пекін 2008          | Мартен ван дер Вейден (NED) | Девід Девіс (GBR)       | Томас Лурц (GER)            |
| 2012 Лондон         | Уссама Меллулі (TUN)        | Томас Лурц (GER)        | Річард Вейнбергер (CAN)     |
| Ріо-де-Жанейро 2016 | Феррі Вертман (NED)         | Спірідон Янніотіс (GRE) | Марк-Антуан Олів'є (FRA)    |
| Токіо 2020          | Флоріан Веллброк (GER)      | Кріштоф Рашовскі (HUN)  | Грегоріо Пальтріньєрі (ITA) |

## Змішані дисципліни

### Естафета 4×100 метрів комплексом
| Дисципліни | Золото                                                                             | Срібло                                                   | Бронза |
| ---------- | ---------------------------------------------------------------------------------- | -------------------------------------------------------- | --- |
| Токіо 2020 | Велика Британія (GBR) Кетлін Доусон Адам Піті Джеймс Ґай Анна Гопкін Фрея Андерсон | Китай (CHN) Сюй Цзяюй Ян Цзібей Чжан Юйфей Ян Цзюньсюань | Австралія (AUS) Кейлі Маккіон Зак Стабблеті-Кук Метью Темпл Емма Маккеон Бронте Кемпбелл Айзек Купер Бріанна Тросселл |

## Колишні дисципліни

### 50 ярдів вільним стилем
| Дисципліни     | Золото              | Срібло           | Бронза              |
| -------------- | ------------------- | ---------------- | ------------------- |
| Сент-Луїс 1904 | Золтан Халмаі (HUN) | Скотт Лірі (USA) | Чарлз Деніелс (USA) |

### 100 метрів серед моряків
| Дисципліни | Золото                  | Срібло                 | Бронза                 |
| ---------- | ----------------------- | ---------------------- | ---------------------- |
| Афіни 1896 | Ioannis Malokinis (GRE) | Спірідон Хасапіс (GRE) | Dimitrios Drivas (GRE) |

### 100 ярдів вільним стилем
| Дисципліни     | Золото              | Срібло              | Бронза           |
| -------------- | ------------------- | ------------------- | ---------------- |
| Сент-Луїс 1904 | Золтан Халмаі (HUN) | Чарлз Деніелс (USA) | Скотт Лірі (USA) |

### 220 ярдів вільним стилем
| Дисципліни     | Золото              | Срібло              | Бронза           |
| -------------- | ------------------- | ------------------- | ---------------- |
| Сент-Луїс 1904 | Чарлз Деніелс (USA) | Френсіс Ґейлі (AUS) | Еміль Рауш (GER) |

### 440 ярдів вільним стилем
| Дисципліни     | Золото              | Срібло              | Бронза          |
| -------------- | ------------------- | ------------------- | --------------- |
| Сент-Луїс 1904 | Чарлз Деніелс (USA) | Френсіс Ґейлі (AUS) | Отто Вале (AUT) |

### 500 метрів вільним стилем
| Дисципліни | Золото             | Срібло                 | Бронза                    |
| ---------- | ------------------ | ---------------------- | ------------------------- |
| Афіни 1896 | Пауль Нойман (AUT) | Antonios Pepanos (GRE) | Efstathios Chorafas (GRE) |

### 880 ярдів вільним стилем
| Дисципліни     | Золото           | Срібло              | Бронза          |
| -------------- | ---------------- | ------------------- | --------------- |
| Сент-Луїс 1904 | Еміль Рауш (GER) | Френсіс Ґейлі (AUS) | Геза Кішш (HUN) |

### 1000 метрів вільним стилем
| Дисципліни | Золото                   | Срібло          | Бронза              |
| ---------- | ------------------------ | --------------- | ------------------- |
| Париж 1900 | Джон Артур Джарвіс (GBR) | Отто Вале (AUT) | Золтан Халмаі (HUN) |

### 1200 метрів вільним стилем
| Дисципліни | Золото              | Срібло                | Бронза     |
| ---------- | ------------------- | --------------------- | ---------- |
| Афіни 1896 | Альфред Гайош (HUN) | Ioannis Andreou (GRE) | не вручали |

### 1 миля вільним стилем
| Дисципліни     | Золото           | Срібло          | Бронза              |
| -------------- | ---------------- | --------------- | ------------------- |
| Сент-Луїс 1904 | Еміль Рауш (GER) | Геза Кішш (HUN) | Френсіс Ґейлі (AUS) |

### 4000 метрів вільним стилем
| Дисципліни | Золото                   | Срібло              | Бронза             |
| ---------- | ------------------------ | ------------------- | ------------------ |
| Париж 1900 | Джон Артур Джарвіс (GBR) | Золтан Халмаі (HUN) | Louis Martin (FRA) |

### 100 ярдів на спині
| Дисципліни     | Золото             | Срібло               | Бронза               |
| -------------- | ------------------ | -------------------- | -------------------- |
| Сент-Луїс 1904 | Вальтер Брак (GER) | Ґеорґ Гоффманн (GER) | Ґеорґ Захаріас (GER) |

### 400 метрів брасом
| Дисципліни     | Золото               | Срібло            | Бронза              |
| -------------- | -------------------- | ----------------- | ------------------- |
| Стокгольм 1912 | Вальтер Бате (GER)   | Тор Геннінґ (SWE) | Персі Кортмен (GBR) |
| Антверпен 1920 | Гокан Мальмрот (SWE) | Тор Геннінґ (SWE) | Арво Аалтонен (FIN) |

### 440 ярдів брасом
| Дисципліни     | Золото               | Срібло             | Бронза           |
| -------------- | -------------------- | ------------------ | ---------------- |
| Сент-Луїс 1904 | Ґеорґ Захаріас (GER) | Вальтер Брак (GER) | Джем Генді (USA) |

### Командний заплив на 200 метрів
| Дисципліни | Золото                                                                                         | Срібло                                                                                 | Бронза                                                                                    |
| ---------- | ---------------------------------------------------------------------------------------------- | -------------------------------------------------------------------------------------- | ----------------------------------------------------------------------------------------- |
| Париж 1900 | Німеччина (GER) Ernst Hoppenberg Max Hainle Ernst Lührsen Gustav Lexau Herbert von Petersdorff | Франція (FRA) Maurice Hochepied Victor Hochepied Joseph Bertrand Verbecke Victor Cadet | Франція (FRA) René Tartara Louis Martin Désiré Mérchez Georges Leuillieux Philippe Houben |

### Естафета 4×50 ярдів вільним стилем
| Дисципліни     | Золото                                                                          | Срібло                                                                                 | Бронза                                                                                 |
| -------------- | ------------------------------------------------------------------------------- | -------------------------------------------------------------------------------------- | -------------------------------------------------------------------------------------- |
| Сент-Луїс 1904 | США (USA) New York Athletic Club Джо Радді Лео Ґудвін Луїс Гендлі Чарлз Деніелс | США (USA) Chicago Athletic Association Девід Геммонд Білл Таттл Гуґо Ґетц Реймонд Торн | США (USA) Missouri Athletic Club Амеді Рейберн Ґвінн Еванс Марквард Шварц Білл Ортвейн |

### 200 метрів з перешкодами
| Дисципліни | Золото              | Срібло          | Бронза           |
| ---------- | ------------------- | --------------- | ---------------- |
| Париж 1900 | Фредерік Лейн (AUS) | Отто Вале (AUT) | Peter Kemp (GBR) |

### Підводне плавання
| Дисципліни | Золото                     | Срібло          | Бронза                |
| ---------- | -------------------------- | --------------- | --------------------- |
| Париж 1900 | Charles Devendeville (FRA) | André Six (FRA) | Peder Lykkeberg (DEN) |

## Підсумкова таблиця серед чоловіків за 1896–2016 роки
| Місце               | Країна                  | Золото | Срібло | Бронза | Загалом |
| ------------------- | ----------------------- | ------ | ------ | ------ | ------- |
| 1                   | США (USA)               | 143    | 100    | 71     | 314     |
| 2                   | Австралія (AUS)         | 33     | 37     | 38     | 108     |
| 3                   | Німеччина (GER)         | 18     | 22     | 26     | 66      |
| 4                   | Японія (JPN)            | 17     | 22     | 21     | 60      |
| 5                   | Угорщина (HUN)          | 16     | 17     | 13     | 46      |
| 6                   | Велика Британія (GBR)   | 10     | 14     | 14     | 38      |
| 7                   | СРСР (URS)              | 9      | 14     | 18     | 41      |
| 8                   | Швеція (SWE)            | 9      | 11     | 10     | 30      |
| 9                   | Канада (CAN)            | 6      | 8      | 12     | 26      |
| 10                  | Об'єднана команда (EUN) | 5      | 3      | 0      | 8       |
| 11                  | Росія (RUS)             | 4      | 5      | 8      | 17      |
| 12                  | Нідерланди (NED)        | 4      | 2      | 4      | 10      |
| 13                  | Італія (ITA)            | 4      | 1      | 7      | 12      |
| 14                  | Франція (FRA)           | 3      | 8      | 13     | 24      |
| 15                  | Китай (CHN)             | 3      | 4      | 2      | 9       |
| 16                  | Нова Зеландія (NZL)     | 2      | 1      | 2      | 5       |
| 17                  | Туніс (TUN)             | 2      | 0      | 1      | 3       |
| 18                  | Австрія (AUT)           | 1      | 6      | 3      | 10      |
| 19                  | Бразилія (BRA)          | 1      | 4      | 8      | 13      |
| 20                  | Греція (GRE)            | 1      | 3      | 3      | 7       |
| 21                  | Південна Корея (KOR)    | 1      | 3      | 0      | 4       |
| 22                  | Австралазія (ANZ)       | 1      | 2      | 3      | 6       |
| 23                  | ПАР (RSA)               | 1      | 2      | 1      | 4       |
| 24                  | Бельгія (BEL)           | 1      | 1      | 1      | 3       |
| 25                  | Іспанія (ESP)           | 1      | 0      | 2      | 3       |
| 26                  | Суринам (SUR)           | 1      | 0      | 1      | 2       |
| 27                  | Аргентина (ARG)         | 1      | 0      | 0      | 1       |
| 27                  | Казахстан (KAZ)         | 1      | 0      | 0      | 1       |
| 27                  | Мексика (MEX)           | 1      | 0      | 0      | 1       |
| 27                  | Сінгапур (SIN)          | 1      | 0      | 0      | 1       |
| 31                  | Данія (DEN)             | 0      | 2      | 1      | 3       |
| 32                  | Фінляндія (FIN)         | 0      | 1      | 3      | 4       |
| 33                  | Куба (CUB)              | 0      | 1      | 1      | 2       |
| 33                  | Польща (POL)            | 0      | 1      | 1      | 2       |
| 33                  | Україна (UKR)           | 0      | 1      | 1      | 2       |
| 36                  | Норвегія (NOR)          | 0      | 1      | 0      | 1       |
| 36                  | Сербія (SRB)            | 0      | 1      | 0      | 1       |
| 36                  | Хорватія (CRO)          | 0      | 1      | 0      | 1       |
| 39                  | Філіппіни (PHI)         | 0      | 0      | 2      | 2       |
| 40                  | Венесуела (VEN)         | 0      | 0      | 1      | 1       |
| 40                  | Румунія (ROU)           | 0      | 0      | 1      | 1       |
| 40                  | Тринідад і Тобаго (TRI) | 0      | 0      | 1      | 1       |
| 40                  | Швейцарія (SUI)         | 0      | 0      | 1      | 1       |
| Загалом (43 збірні) | Загалом (43 збірні)     | 301    | 299    | 295    | 895     |